# Bơi Trải
Môn bơi Trải thuộc Lễ hội Chùa Keo Hành Thiện

## Lịch sử
Đức Thánh Tổ Dương Không Lộ (nay được thờ ở Chùa Keo Hành Thiện) theo sử sách tại đây thì Ngài đến năm 27 tuổi mới đi Tu, từ trước năm 27 tuổi thì Ngài làm nghề chài lưới, hằng ngày Ngài đi qua những con sông, bến và khi tìm được bến đậu thì những đứa trẻ xuống bơi và reo hò, Ngài thấy vui và đã lên bờ Dạo cảnh, sau đó đồng ý cho các cháu bơi xung quanh, bến nào Ngài đậu cũng thế và từ đó trở đi cái thói quen ấy lại trở thành một môn thi Bơi Thuyền hết sức độc đáo. (xin được nói môn thi này ở)
Những năm đầu thập kỷ 40 thế kỷ XX, Hành Thiện có 21 thuyền trải của 21 phe thuộc 3 giáp:
- Giáp Bắc có 7 phe: Bắc Nhất, Bắc Nhì, Bắc Ba, Bắc Tư, Bắc Ngũ, Bắc Lục, Bắc Thất.- Giáp Đông có 4 phe: Đông Nhì Cựu, Đông Nhì Tân, Đông Ba, Đông Tư.
- Giáp Nam có 10 phe: Nam Nhất, Nam Nhì Tiền, Nam Nhì Nội, Nam Nhì Trung, Nam Nhì Hữu, Nam Ba, Nam Tư, Nam Ngũ Chính, Nam Ngũ Phúc và Nam Tân (Nam Tân Tích).

Từ Năm 1961 sau khi bị Thực Dân Pháp tàn phá, một số Phe tan rã và không còn tài chính để duy trì họa động nên đã bàn giao Trải lại cho các xóm:
- Xóm 1 nhận trải phe Đông Nhì Cựu
- Xóm 2 nhận trải phe Bắc Nhì
- Xóm 3 nhận trải phe Bắc Thất
- Xóm 4 nhận trải phe Bắc Ngũ
- Xóm 5 nhận trải phe Nam Ngũ Phúc
- Xóm 6 nhận trải phe Bắc Tư
- Xóm 7 nhận trải phe Nam Ba
- Xóm 8 nhận trải phe Bắc Lục
- Xóm 9 nhận trải phe Nam Nhì Trung
- Xóm 10 nhận trải phe Nam Nhì Hữu
- Xóm 11 nhận trải phe Bắc Nhất
- Xóm 12 và 13 chung trải phe Bắc Ba
- Xóm Chùa Ngoài nhận trải phe Đông Nhì Tân
- Xóm Chùa Trong nhận trải phe Nam Nhất
- Xóm Nội Khu nhận trải phe Đông Tư
- Hợp tác xã dệt Hành Thiện nhận trải phe Nam Ngũ Chính.

Trải phe Nam Ngũ Chính cũng phải chịu số phận đó vào năm 1991 sau khi hợp tác xã dệt Hành Thiện giải tán, bỏ rơi trải đã xuống cấp nhiều. Từ đó Hành Thiện còn 15 thuyền trải đều đã qua tu bổ chủ yếu vá trát và sơn.

## Mô tả
Thuyền trải Hành Thiện hình thoi dài 12m chia 5 khoang, khoang giữa sâu và rộng nhất (mạn cao 40 cm, rộng 120 cm trên mặt và 90 cm dưới đáy). Thuyền vuốt hẹp và nông dần về hai phía mũi và đuôi thuyền. Mũi thuyền bằng mạn rộng 50 cm, dài 55 cm (kẻ cả khớp nối 5 cm) bằng gỗ dổi hoặc gỗ sung 4 lớp dán keo chéo chiều thớ gỗ, trạm hoa cúc vàng ở trên mặt, bịt sắt thạch đồng ở đầu mũi thuyền dày 5 cm. Mũi thuyền lắp ráp với thuyền bằng hai móc và 1 hoặc 2 thanh giằng bằng sắt rất chắc chắn, chịu được sức người dẫm đạp và va đập mạnh mà tháo lắp dễ dàng. Mặt dưới mũi thuyền luôn nổi vượt khỏi mặt nước kể cả khi chịu tải. Đuôi thuyền hẹp nhất, chỉ còn 33 cm, hai bờ mạn đuôi thuyền nhô cao, lượn tròn gọi là tai tượng (tai voi); Hai bên tai tượng ghi tên phe xóm bằng sơn vàng. Trừ mũi thuyền còn cả thân thuyền chỉ có 5 tấm ván cấu kết nhau, tấm ván giữa đáy và hai ván mạn chạy suốt cả chiều dài thân thuyền 11,5m. Phần lớn thuyền trải bằng gỗ vàng tâm, mấy trải bằng gỗ dổi gỗ găng, tất cả đều sơn đen mài bóng cả hai mặt ngoài và trong thuyền, viền son tươi mạn thuyền. Thuyền trải có 1 mái lái và 9 mái chèo, tên gọi từ mũi xuống đuôi thuyền lần lượt là: Phách nhất, phách nhì, phách ba, mái tư, mái năm, mái sáu, đốc ba, đốc nhì, đốc nhất. Mái lái dài 4,5m; Các mái chèo dài ngắn khác nhau tuỳ vị trí: mái sáu (lòng nước) dài nhất là 3,6m, phách nhất ngắn nhất 2,8m. Các mái chèo lái bằng gỗ gội nếp giẻo và nhẹ, neo buộc bằng quai chèo và cặp chèo cắm so le hai bên mạn thuyền, có thể tháo lắp dễ dàng.

## Luật lệ
Tuyến xuất phát là hàng cây nêu, cây tre tươi còn ngọn lá xanh, để neo buộc trải, cách nhau 2 tầm thuyền, cắm ở mép nước dọc đoạn sông con, xê dịch từ chùa tới đình (năm 2005, cắm nêu ở đoạn sông lối sau vì đang thi công kè bờ sông lối trước). Ông lái thuyền các xóm bốc thăm để lấy số nêu. Tuy gọi là ông lái nhưng phần lớn chỉ 30 đến 40 tuổi. Lệnh xuất phát xưa là tiếng nổ ống lệnh sau ba hồi ba tiếng trống cái; có năm là tiếng súng trường thay tiếng nổ ống lệnh. Đường đua dài 35 km đến 45 km bao gồm km đi về trong sông con và 3, 4 vòng ở đoạn đầu sông Ninh Cơ, (ngắn hơn đường đua xưa mấy km, nay thường bỏ phao Dũng Nghĩa ở bờ tả sông Hồng). Tốc độ trung bình trải bơi trên sông con từ 5 km/h đến 7 km/h, trên sông cái từ 10 km/h đến 15 km/h; Tốc độ lớn nhất trên sông cái khi xuôi sóng gió có thể vượt trên 18 km/h. Đội thuyền 10 tay chèo lái phải có sức khoẻ dẻo dai để chèo liên tục 4 giờ đến 4,5 giờ liền không thay người (mỗi trải được thay 2 người trong mỗi cuộc đua từ năm 1995 đến năm 1999). Mỗi tay chèo phải bảo đảm yêu cầu ở vị trí mình và phối hợp tốt toàn đội.Việc tuyển chọn xếp tay chèo ở vị trí phù hợp là quan trọng để họ phát huy tối đa sở trường, giảm thiểu sở đoản. Anh phách nhất (người cầm mái phách nhất) cao quá 1,6m sẽ mỏi lưng vì phải cúi nhiều, anh mái sáu cao dưới 1,7m sẽ không bổ được mái sâu (phải kê ván dưới chân người thấp). Chân chèo 9 người đồng phục áo may ô quần cộc (xưa đóng khố); Riêng ông lái quần áo dài và thắt lưng bỏ mối, màu tuỳ thích. Cả đội thuyền 10 người đồng phục khăn vàng hoặc đỏ; người có tang bụi không được xuống trải, trường hợp thiếu người phải tham gia cuộc đua thì người có tang phải vấn khăn xanh. Khi vận hành đội thuyền đứng so le hai bên lòng thuyền, người đứng bên này cầm chèo neo cắm man thuyền bên kia, có thể đổi tư thế đôi chút tuỳ ý mỗi người nên đỡ mỏi người. Người xem xa lạ có thể nhận biết các trải vượt lên tụt xuống qua tên xóm ghi ở tai tượng đuôi thuyền và số nêu trên cờ đuôi nheo cắm ở đuôi thuyền. Khi về đích bắt giải, trải phải đâm vào góc nêu theo số thứ tự ngược lúc xuất phát. Trải đậu nêu đầu phải đâm nêu cuối và ngược lại. Vì thế trên đường về trong sông con trải đi sau có thể được giải cao hơn trải đi trước, gọi là bắt đè. Xưa làng chỉ lấy 3 đến 5 giải chính (giải trong cồng) và ba giải lèo (giải ngoài cồng) cho 3 trải về cuối. Từ năm 1991 đến nay các trải về đích đều có giải. Từ năm 1991 đến năm 1999 làng lấy giải 12 bằng giải 6 và 3 giải lèo bằng nhau cho 3 trải về cuối. Từ năm 2000 các giải thấp dần từ trên xuống dưới, từ giải nhất đến giải 15, khuyến khích tất cả các trải về đích, trải đi cuối quá xa có thể được miễn nửa vòng cuối ngoài sông lớn.

## Sách Tham khảo
- Tư liệu ở Chùa Keo Hành Thiện, sách Hành Thiện Quê Ta (Nhà xuất bản Thanh Niên)